# Sudd
El Sudd (àrab سد, sadd, "barrera"), també conegut com a Bahr el Jebel, As Sudd o Al Sudd, és un gran aiguamoll del Sudan del Sud, que ocupa uns 179.000 km². Està format pel Nil Blanc, que omple d'aigua una gran conca situada a 400 m d'atitud; de nord a sud, s'estén durant 600 km. Es tracta d'una catifa verda de prats de sòl tremoladís i d'illes flotants formades per les tiges de la gramínia Vossia que suren, així com del papir (Cyperus)
El Sudd és una ecoregió d'importància mundial, segons el conveni Ramsar.

## Clima
Un 55% de l'aigua que entra a la zona es perd per evaporació. L'estació humida va de juliol a setembre. El nivell de l'aigua de la inundació pot oscil·lar entre un metre i mig, segons les condicions estacionals. La regió rep entre 550 a 650 de pluja l'any, menys que les zones del voltant per causa de l'ombra pluviomètrica de les muntanyes.

## Vegetació

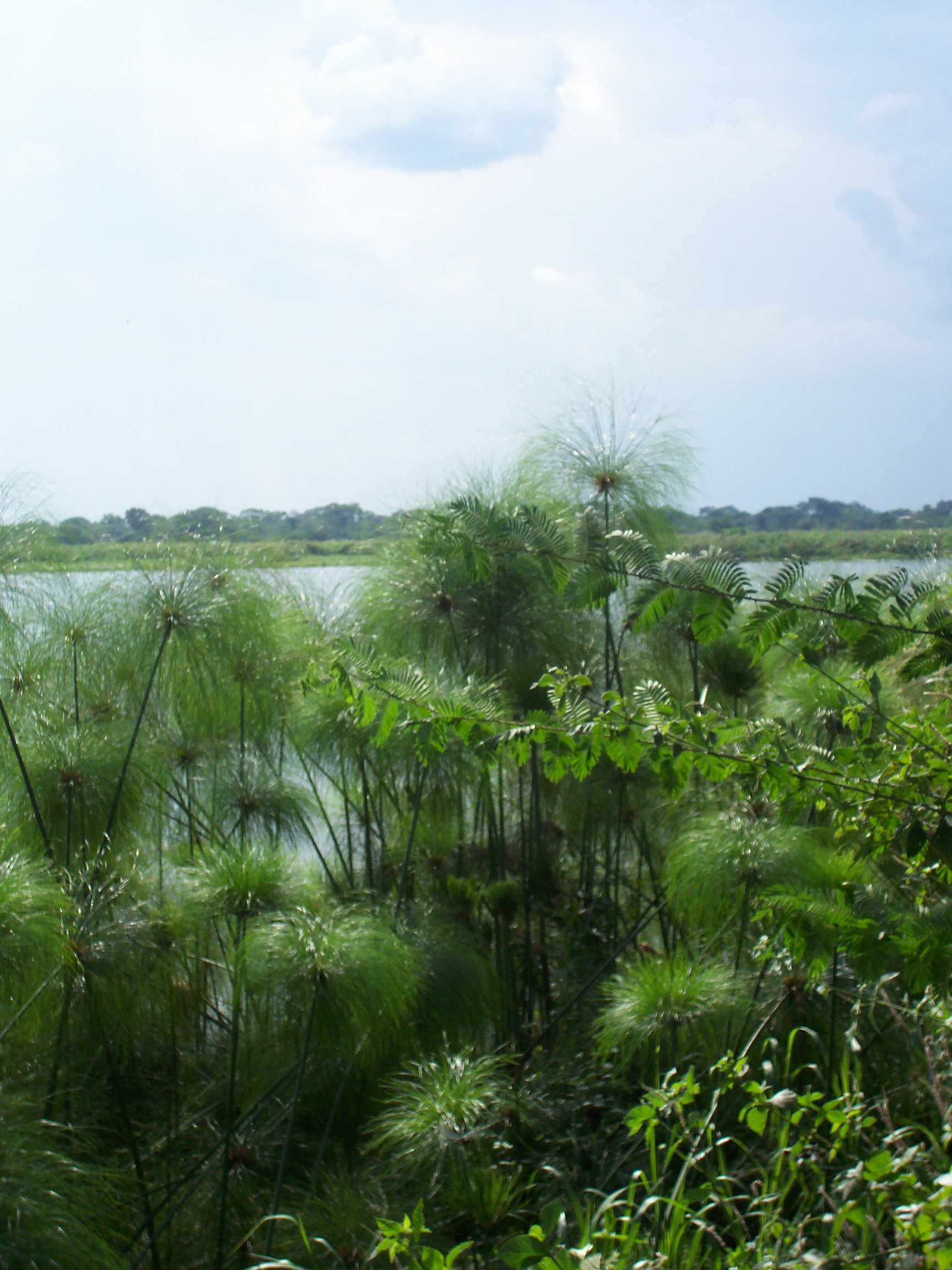
Papirs

La vegetació es disposa en cinc zones segons el nivell que adquireix la inundació. Les inundacions proporcionen pastures per a les poblacions locals. Les espècies més comunes són: 
- Phragmites communis
- Echinochloa pyramidalis
- Oryza barthii
- Echinochloa stagnina
- Vossia cuspidate
- Cyperus papyrus
- Typha domingensis

## Fauna

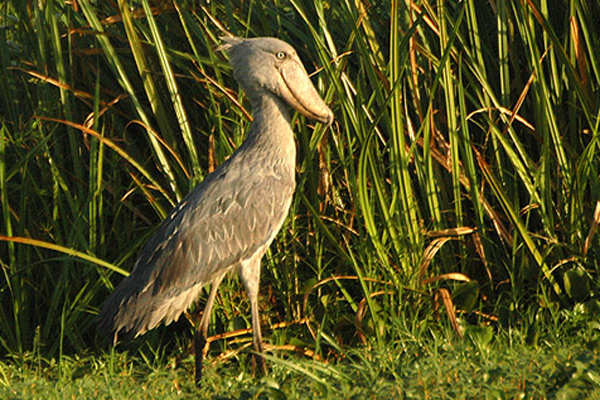
Bec d'esclops

Al Sudd, hi ha unes 400 espècies d'ocells incloent-hi el bec d'esclops, pelicans blancs (Pelecanus onocrotalus), i la grua coronada Balearica pavonina. Hi pastura l'antílop cob del Nil. També hi ha cocodrils i hipopòtams. L'amenaçat gos salvatge africà Lycaon pictus també hi era fins fa poc.